# Helen Prejean

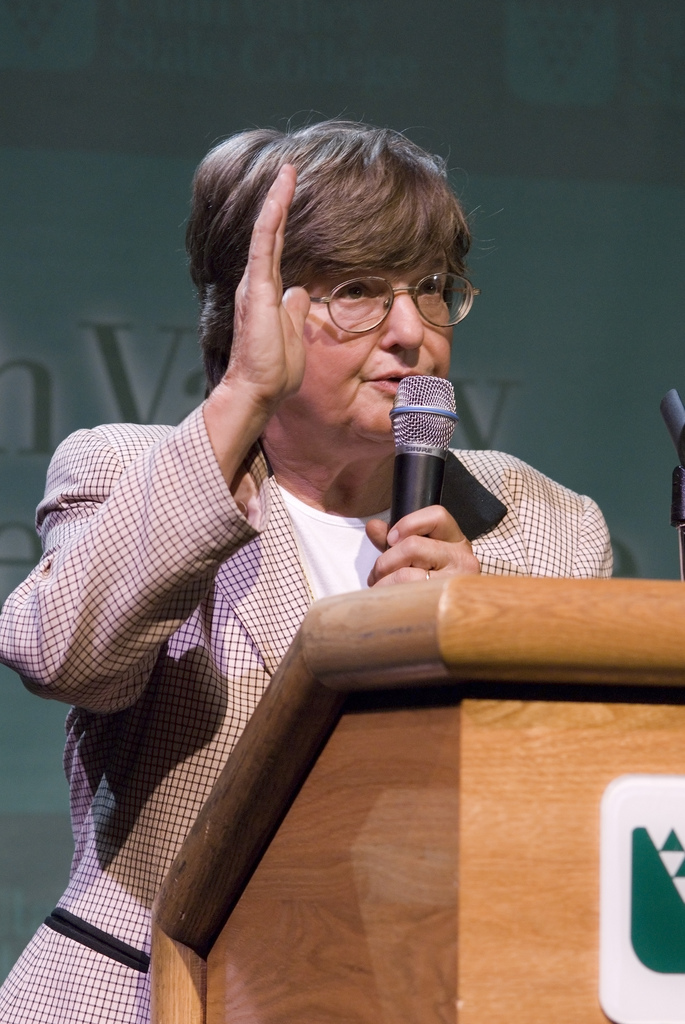
Helen Prejean (2006)

Sr. Helen Prejean CSJ (* 21. April 1939 in Baton Rouge, Louisiana) ist eine US-amerikanische Ordensschwester und Aktivistin gegen die Todesstrafe.

## Leben
1957 trat Prejean den St.-Josephs-Schwestern bei. Sie studierte für das Lehramt in Englisch und Religion. Seit 1981 betreut sie, anfangs mittels Brieffreundschaften, Todeskandidaten wie den 1984 auf dem elektrischen Stuhl hingerichteten Elmo Patrick Sonnier. Ihre Erfahrungen verarbeitete sie in dem Buch Dead Man Walking, das 1993 für den Pulitzer-Preis nominiert wurde. Das Buch wurde 1995 mit Susan Sarandon und Sean Penn verfilmt. Prejean hatte einen kurzen Gastauftritt als Frau bei der Nachtwache. 2000 entstand die Oper Dead Man Walking von Jake Heggie. 2012 wurde an der Vagantenbühne in Berlin die Theaterfassung von Martin Jürgens uraufgeführt.
Die Nonne ist in den USA zu einem Symbol für den Widerstand gegen die Todesstrafe geworden.

## Auszeichnungen
- 1993: Christopher Award
- 1996: Laetare-Medaille
- 1998: Nominierung für den Friedensnobelpreis
- 1998: Pacem in Terris Award
- 2002: Dignitas Humana Award
- 2008: World Methodist Peace Award

## Schriften
- Dead Man Walking. Sein letzter Gang. Goldmann, München 1996, ISBN 3-442-43542-0.
- The Death of Innocents: An Eyewitness Account of Wrongful Executions. Random House, New York 2005, ISBN 978-0-67-944056-7.